# Бояринов, Геннадий Иванович
Генна́дий Ива́нович Боя́ринов (1946—2014) — советский и российский учёный, кандидат технических наук, профессор; Заслуженный профессор МЭИ.

## Биография
Родился 25 ноября 1945 года в д. Староселье Велижского района Смоленской области.
Окончил Пасторовскую начальную, Чепельскую 8-летнюю школы Велижского района Смоленской области. После окончания в 1962 г. Селезневской средней школы Велижского района поступил в Смоленский филиал Московского энергетического института (СФМЭИ). В 1968 году окончил филиал Московского энергетического института в Смоленске (СФ МЭИ) по специальности «Электрические машины и аппараты». Весь дальнейший жизненный путь Бояринова был связан с СФ МЭИ.
В 1977-1981 годах он был деканом вечернего факультета, в 1981-1991 годах — деканом электромеханического факультета института. С 1985 по 2011 год заведовал кафедрой «Электромеханика». Одновременно в 1994-2004 годах работал заместителем директора Смоленского филиала по учебной работе. 
В 2004 году Геннадию Ивановичу было присвоено звание профессора кафедры по кафедре «Электромеханика». С 2004 по 2012 год работал директором Смоленского филиала МЭИ. С февраля 2012 года являлся советником при ректорате МЭИ и профессором кафедры «Электромехнические системы».
Заместитель председателя ректоров ВУЗов г. Смоленска и области. Был управляющим Ассоциации выпускников Смоленского филиала Московского энергетического института.
Умер 29 августа 2014 года. Был похоронен на кладбище в деревне Боровая Смоленского района.
Награжден знаком «Отличник энергетики и электрификации СССР». В 2002 году Г. И. Бояринову было присвоено почетное звание «Заслуженный работник высшей школы РФ». Был награждён почетной грамотой Минвуза СССР и почетной грамотой Администрации Смоленской области; ему присвоено почетное звание «Ветеран труда МЭИ».